# Лісовська-Нижанківська Зоя Робертівна
Лісовська-Нижанківська Зоя Робертівна (нар. 14 квітня 1927, Львів) — українська мисткиня, культурна діячка, представниця відомої родини Лісовських.

## Життєпис
Народилась в сім'ї митця та педагога Роберта Лісовського та композиторки Стефанії Лукіянович-Туркевич. До 1939 року мешкала з батьками у Львові, а також деякий період у Берліні та Празі. З початком війни емігрувала, жила в Дрездені. В 1945 році родина емігрувала до Австрії, потім до Італії та Англії. У 1951 році Зоя закінчила лондонську Polytechnic School of Art, дипломну роботу виконала у формі альбому ілюстрацій про Гуцульщину з коментарями. Отримала стипендію від Єпископа Івана Бучка і продовжила навчання мистецтв у Римі під керівництвом художника професора Роберто Меллі.
У Римі познайомилась з майбутнім чоловіком, співаком Олегом Нижанківським (1924—2003). З 1955 року вони разом оселились у Женеві. Працювала в театрі, викладачкою малюнку в державній гімназії.
Письменниця Віра Вовк називала Зою посестрою. Вони зустрілись у 1938 році, мали спільні зацікавлення, Зоя проводила літні канікули у будинку родини Віри Вовк в Кутах, навчались разом у гімназії в Дрездені, не переривали контакти протягом життя, разом подорожували.
У вересні 2018 року за участі співавторки у Львові, Стрию проходять презентації книги «Зоя Лісовська: Джерела пристрасті. Малярство, графіка».
Родина
Чоловік — Олег Нижанківський, діти — Лада-Аріяна Нижанківська-Кукс, Роман Нижанківський.

## Творчість
Авторка урбаністичних пейзажів, натюрмортів, композицій з людськими фігурами з українською тематикою в іконах, вітражах; основні техніки — акварель, гуаш, олія в темнуватому колориті, проєктів афіш і листівок. Виконує ікони у стилі модернізму, поєднуючи традиційну іконографію, експресіонізм з елементами примітивізму. Улюблена техніка — гуаш на папері.
Вперше мистецькі твори були опубліковані у 1931 році. Малюнки чотирнадцятилітньої Зої ілюстрували вірші та оповідання інших авторів, надруковані у популярному в Галичині часописі «Малі Друзі», редакція якого перемістилася зі Львова до Кракова.
Персональні виставки проходили у Мюнхені (1957), Женеві (1960, 1976), Ріо-де-Жанейро (1961), Торонто (1964), Нью-Йорку (1964, 1970), Чикаґо (1974), Лондоні (1990), Львові та Одесі (обидві — 2010). Проілюструвала повість «Тіні забутих предків» Михайла Коцюбинського, драму-феєрію «Лісова пісня» Лесі Українки, книжки Віри Вовк.